# Hanno Schnell
Hanno Schnell (* 20. Jahrhundert) ist ein ehemaliger deutscher Fußballtorwart.

## Karriere
Hanno Schnell spielte Erstligafußball in der Oberliga Süd. Dort absolvierte er ein Spiel für die Stuttgarter Kickers. Beim 7:0-Auswärtssieg der Kickers gegen den TSV Schwaben Augsburg am 29. Mai 1949 hütete er das Tor der Profimannschaft. Zuvor spielte er unter anderem mit Horst Schad in der Jugend des Vereins.